# 1591
1591 (MDXCI) a fost un an comun al calendarului gregorian, care a început într-o zi de marți.

## Nașteri
- 22 octombrie: Alfonso al III-lea d'Este, Duce de Modena (d. 1644)

## Decese
- 25 septembrie: Christian I, Elector de Saxonia, 30 ani (n. 1560)